# Bassaricyon alleni
Bassaricyon alleni é uma espécie de olingo conhecida por ser um animal arborícola e pelos seus hábitos noturnos. Também chamado de olingo das terras baixas orientais, possui diferentes nomes populares, como olingo, jupará, jurupará, jupurá e gatiara. O mesmo pertence ao gênero Bassaricyon, da família Procyonidae - cujos representantes mais conhecidos são o quati e o guaxinim - e que está classificada na ordem Carnívora. Descrita por Thommas (1880), sua distribuição ocorre pelos territórios da região norte do Brasil, Venezuela, Guiana, Equador, Colômbia e ao leste da Cordilheira dos Andes, na Bolívia.

## Etimologia
O termo Bassaricyon vem da junção das expressões gregas bassara (raposa) e kyôn (cachorro), devido a aparência de “cachorro-raposa” destes mamíferos, enquanto seu epípeto alleni homenageia Joel Aspah Allen, diretor americano e cientista do Museu de História Natural de Nova York.

## Descrição Morfológica
O olingo é um animal de pequeno porte que apresenta pelagem de tom laranja acinzentado, com a ponta dos seus pelos tanto da parte dorsal com coloração preta., enquanto os da parte ventral são mais claros, adotando um tom acinzentado fraco. Os pelos de sua face e coroa são pequenos e esbranquiçados, também exibindo pontas pretas mais alongadas, apresentando uma coloração cinza claro e se diferenciando do resto do corpo. Ostenta uma cauda longa, com pelos compridos e crespos e de coloração semelhante ao dourado, podendo também apresentar anéis, caracterizados pela intercalação de tonalidades entre seções da cauda.

## Distribuição Geográfica
O jupará-de-Allen é natural da Floresta Tropical Amazônica e da Floresta do Piemonte Oriental, assim apresentando uma ampla distribuição geográfica pela América Latina. Ele é encontrado nas encostas e florestas do leste dos Andes, além de áreas florestadas da Venezuela, Guiana, Colômbia, leste do Equador e do Peru, nordeste da Bolívia e nos estados brasileiros de Roraima, Amazonas e Acre. Apesar de sua faixa de elevação se estender até 2.000 metros acima do nível do mar, a maioria dos registros datam esse animal vivendo em planícies abaixo de 1.000 metros, com exceção das espécimes observadas no Peru e Equador, onde esta faixa varia em regiões entre 1.100 a 2.000 metros.
No Brasil, sua presença é observada no sudoeste da Amazônia, com registros ao sul do rio Amazonas e a oeste e possivelmente a leste do rio Madeira, hipótese levantada graças a um avistamento não confirmado em uma região próxima. No mais, observações indicam que o olingo possa ocorrer nos estados de Roraima e no norte do Pará, além do mesmo já ter sido registrado em reservas como a Reserva Ecológica do Rio Gregório/AM, no Parque Nacional da Serra do Divisor/AC e na Reserva de Desenvolvimento Sustentável Cujubim, Uacari e Piagaçu-Purus/AM.

## Ecologia e Comportamento
Os olingos são descritos como animais arborícolas, mas que atravessam espaços amplos no solo; apresentam hábitos noturnos e solitários, apesar de alguns indivíduos já terem sido observados andando em pares. São animais onívoros, consumindo predominantemente frutas, mas também se alimentando de néctar e conteúdo animal proveniente de animais invertebrados e pequenos vertebrados, como insetos, pequenos roedores e filhotes pássaros.[4]
Durante um estudo sobre seu comportamento de acasalamento, foi observado a vocalização grave da fêmea durante a cópula e, frequentemente, o macho mordia a parte traseira do pescoço e das costas da fêmea - um comportamento semelhante ao observado em outros procionídeos.  Não se sabe o tempo certo de gestação da espécie, mas a hipótese é de que seja similar ao de outras espécies de Bassaricyon, com duração de dois meses e meio e havendo apenas um filhote por gestação. Sua expectativa de vida também não é datada, porém, uma fêmea em cativeiro foi capaz de viver durante vinte e cinco anos e três meses.
As espécies do gênero Bassaricyon ocorrem restritamente em florestas tropicais e subtropicais úmidas e, apesar de serem consideradas abundantes nos locais onde ocorrem, também são consideradas escassas ao longo de sua área de distribuição. No caso do Bassaricyon alleni, por ser dependente de uma área de cobertura florestal em redução, pressupõe-se que a espécie esteja enfrentando um declínio em sua população. Além disso, a disputa pelos mesmos recursos com outras espécies também pode contribuir para o quadro populacional dos olingos. 